# Hoàng Duyên
Hoàng Thị Mỹ Duyên (sinh ngày 23 tháng 6 năm 1999), thường được biết đến với nghệ danh Hoàng Duyên, là một nữ ca sĩ kiêm sáng tác nhạc người Việt Nam. Bén duyên với âm nhạc từ khi còn ngồi trên ghế nhà trường, cô sau đó trở thành ca sĩ tài năng thuộc quyền quản lý của công ty quản lý âm nhạc DreamS Entertainment. Năm 2021, cô nhận được sự chú ý với ca khúc ra mắt "Chàng trai sơ mi hồng", và sau này trở nên nổi tiếng với ca khúc "Sài Gòn đau lòng quá".
Với phong cách âm nhạc mang âm hưởng ngũ cung dân gian kết hợp hiện đại, chịu ảnh hưởng của Hoàng Thùy Linh và Amee, Hoàng Duyên định hướng mình trở thành một nghệ sĩ đa năng với khả năng ca hát và sáng tác nhạc, dù nhận được nhiều ý kiến trái chiều về khả năng và giọng hát. Cô đã giành giải "Nghệ sĩ mới châu Á xuất sắc nhất" tại Giải thưởng Âm nhạc Châu Á Mnet 2021, và sau đó lọt vào danh sách đề cử của giải thưởng Làn Sóng Xanh cho hạng mục "Gương mặt mới xuất sắc".

## Thiếu thời
Hoàng Duyên sinh ngày 23 tháng 6 năm 1999 tại Tây Ninh. Ngay từ nhỏ, cô đã có mong ước trở thành một ca sĩ, nhưng vì bản tính nhút nhát nên cô thường chỉ biểu diễn kĩ năng của mình cho bạn bè đồng trang lứa. Năm lớp 12, Duyên có lần đầu tiên biểu diễn trên sân khấu trước toàn thể học sinh trong trường, đây được xem là một bước ngoặt lớn cho sự nghiệp ca hát của cô sau này.
Sau khi hoàn thành chương trình học phổ thông, Hoàng Duyên muốn nộp hồ sơ vào trường nhạc nhưng không được gia đình ủng hộ, họ mong muốn con gái mình theo học ngành ngân hàng hoặc công việc văn phòng vì cho rằng nghề ca sĩ rất bấp bênh. Sau đó, Hoàng Duyên cố gắng thuyết phục gia đình rồi tự mình chạy xe máy từ Tây Ninh vào Thành phố Hồ Chí Minh, vừa làm thêm và vừa học hát. Cô đã trải qua nhiều công việc khác nhau như bưng bê, giao đồ cho các quán ăn, phục vụ tiệc cưới, bán hàng siêu thị trong vòng một năm, với mức lương trung bình chỉ vài triệu đồng một tháng.
Trong khoảng thời gian này, Hoàng Duyên đã hai lần đăng ký dự thi vào một nhạc viện ở Thành phố Hồ Chí Minh nhưng đều không thành công. Sau đó, cô quyết định đăng ký tham gia vòng tuyển chọn tài năng của công ty âm nhạc DreamS Entertainment nhưng tiếp tục bị đánh rớt hai lần. Sau bốn lần thất bại, Duyên nhận được cuộc gọi từ một người tự xưng là Gin Trần – đạo diễn của công ty DreamS Entertainment, và được anh cho biết đã nhận thấy ở cô có nhiều yếu tố phù hợp với công ty của mình. Theo Gin Trần, anh "ấn tượng về chất giọng nhẹ nhàng cũng như nét đẹp rất Việt Nam của Hoàng Duyên" và cho rằng "đây là những thứ mà DreamS từ trước đến giờ chưa từng thử nghiệm nhưng rõ ràng nếu theo đuổi một cách đúng đắn".

## Sự nghiệp
— Hoàng Duyên, báo điện tử Trí thức trẻ

### 2021–2022: Thành công bước đầu
Ngày 8 tháng 3 năm 2021, công ty DreamS Entertainment tổ chức họp báo ra mắt tân binh mới Hoàng Duyên và giới thiệu về video ca nhạc debut của cô mang tên Chàng trai sơ mi hồng, cũng như bổ nhiệm nhạc sĩ Hứa Kim Tuyền trong vai trò giám đốc âm nhạc cho các sản phẩm sau này của Hoàng Duyên. Demo của bài hát được đăng tải trên TikTok cùng ngày và nhận được 2,5 triệu lượt xem sau 2 ngày đăng tải. Ngày 12 tháng 3 năm 2021, Hoàng Duyên và công ty chủ quản ra mắt video ca nhạc Chàng trai sơ mi hồng trên nền tảng YouTube. Ca khúc do nhạc sĩ Hứa Kim Tuyền sáng tác, là sự kết hợp giữa phong cách âm nhạc dân gian Việt Nam với thể loại country folk ở Mỹ. Sau 3 ngày, ca khúc đạt được vị trí thứ 15 trên tab thịnh hành YouTube với hơn 1,3 triệu lượt xem, 33.000 lượt thích và đạt vị trí thứ 9 trên bảng xếp hạng ZingChart.
Ngày 28 tháng 3 năm 2021, Hoàng Duyên tiếp tục ra mắt video ca nhạc Sài Gòn đau lòng quá. Bài hát do Hứa Kim Tuyền sáng tác và anh cũng đóng vai trò là một trong hai giọng ca chính. Sau 24h ra mắt, bài hát giữ vị trí thứ 11 tab thịnh hành YouTube và xếp ở vị trí cao trên một số nền tảng âm nhạc trực tuyến ở Việt Nam. Sau hai tháng ra mắt, Sài Gòn đau lòng quá cũng đạt 36 triệu lượt xem trên YouTube. Theo Hoàng Duyên, bài hát chính là cầu nối giúp cô đến gần khán giả đại chúng hơn.
Ngày 29 tháng 5 năm 2021, Hoàng Duyên ra mắt video ca nhạc Sài Gòn hôm nay mưa, kết hợp cùng với JSol. Đây là một sáng tác cũ của Hoàng Duyên và được nhạc sĩ Khắc Hưng hỗ trợ hoàn thiện phần hòa âm phối khí. Chia sẻ về sự ra đời của bài hát, Hoàng Duyên cho biết: "Vào một ngày mưa khoảng 1 năm trước, Duyên đang ngồi trong phòng tập một mình, cầm đàn guitar, trước mặt là cửa sổ, mưa cứ rơi, cảm giác lúc đó trống rỗng và nước mắt vô thức rơi theo. Chính lúc đó Duyên nghĩ ra phần lời 'Sài Gòn hôm nay mưa dường như có ai bật khóc'. Duyên nghĩ sẽ có nhiều bạn giống mình, khi nhìn thấy mưa bỗng dưng lòng trở nên nặng nề bởi mưa chứa đựng một nỗi buồn, ký ức vô hình nào đó, nó làm người ta buồn, hay khóc trong vô thức". Bài hát cũng lọt vào top 10 trên nhiều bảng xếp hạng âm nhạc trực tuyến Việt Nam.
Ngày 11 tháng 12 năm 2021, tại Giải thưởng Âm nhạc Châu Á Mnet tổ chức ở Hàn Quốc, Hoàng Duyên đã giành giải "Nghệ sĩ mới châu Á xuất sắc nhất", qua đó trở thành nghệ sĩ thứ ba tại Việt Nam được vinh danh trong hạng mục giải thưởng này.

### 2022–nay: Phát triển sự nghiệp
Ngày 9 tháng 2 năm 2022, Hoàng Duyên công bố video ca nhạc Mê, thuộc thể loại RnB. Đây là ca khúc được cô sáng tác từ tháng 5 năm 2020. Phần điệp khúc của bài ra đời trong vòng 10 đến 15 phút. Những phần còn lại lần lượt được Hoàng Duyên hoàn thiện mỗi khi có cảm hứng. Bài hát lấy chất liệu từ mối tình đơn phương của chính Hoàng Duyên trong những năm tháng trên ghế nhà trường.
Năm 2024, cô phát hành E.P Bình minh gồm 3 bài hát "Mưa dầm thấm lâu" (feat. Lou Hoàng), "Khách không mời" và "Bình minh". Năm 2025, cô tham gia chương trình truyền hình Em xinh "say hi".

## Phong cách âm nhạc
— Hoàng Duyên, báo điện tử VnExpress
Âm nhạc của Hoàng Duyên được định hướng mang âm hưởng ngũ cung dân gian kết hợp hiện đại. Phong cách âm nhạc của Hoàng Duyên được cho là có sự giao thoa giữa phong cách âm nhạc của Hoàng Thùy Linh và Amee. Nhưng theo nhà sản xuất âm nhạc Hứa Kim Tuyền, Hoàng Duyên "sẽ không nghiêng về dân gian đương đại như Hoàng Thuỳ Linh, cũng không thuần pop như Amee mà là một sự kết hợp mang đến sự dễ chịu nhưng vẫn theo xu hướng". Cách xử lý bài hát của cô cũng được so sánh với hai người đồng nghiệp là Amee và Erik, khi sử dụng quá nhiều giọng mũi (nasal voice) trong các sản phẩm âm nhạc. Việc lạm dụng giọng mũi của Hoàng Duyên khiến cho một số khán giả đặt dấu hỏi về việc cô bị mắc bệnh viêm xoang. Một số ý kiến cho rằng cách cô hát khiến người nghe mệt mỏi khi "ngân nga và luyến láy liên tục tạo cảm giác không thật, không rõ lời".
Bên cạnh là một nghệ sĩ sử dụng thuần giọng hát, Hoàng Duyên còn hướng tới trở thành một nghệ sĩ đa năng theo xu hướng thị trường với khả năng kết hợp giữa sáng tác và biểu diễn.

## Giải thưởng và đề cử
| Giải thưởng                     | Năm  | Hạng mục                         | Đề cử                                              | Kết quả   | Ghi chú       |
| ------------------------------- | ---- | -------------------------------- | -------------------------------------------------- | --------- | ------------- |
| Làn Sóng Xanh                   | 2021 | Bài hát hiện tượng               | Sài Gòn đau lòng quá (Hoàng Duyên & Hứa Kim Tuyền) | Đề cử     | [ 28 ] [ 29 ] |
| Làn Sóng Xanh                   | 2021 | Ca khúc của năm                  | Sài Gòn đau lòng quá (Hoàng Duyên & Hứa Kim Tuyền) | Đề cử     | [ 28 ] [ 29 ] |
| Làn Sóng Xanh                   | 2021 | Gương mặt mới xuất sắc           | Bản thân                                           | Đề cử     | [ 28 ] [ 29 ] |
| Giải thưởng Âm nhạc Châu Á Mnet | 2021 | Nghệ sĩ mới châu Á xuất sắc nhất | Bản thân                                           | Đoạt giải | [ 30 ]        |